# Gustav Flatow
Gustav Flatow (Német Birodalom, Kościerzyna, 1875. január 7. – Harmadik Birodalom, Terezín, 1945. január 29.) kétszeres olimpiai bajnok német tornász.
Az 1896. évi nyári olimpiai játékokon indult tornában. 7 számban vett részt. Csapat korlátgyakorlatban és csapat nyújtógyakorlatban aranyérmes lett.
Az 1900. évi nyári olimpiai játékokon is indult tornában. Ekkor egyetlen versenyszám volt, egyéni összetett, amiben 102. helyen végzett.
Zsidó származása miatt üldözött lett, miután a nácik hatalomra jutottak Németországban. Az 1936. évi nyári olimpiai játékokra sem hívták meg, ahova az addigi összes német olimpiai bajnok meghívást kapott. Hollandiába menekült (ahova unokatestvére Alfred Flatow is követte), de miután a németek a második világháborúban azt elfoglalták, deportálták 1944 legelején, több nagy sportoló tiltakozása ellenére. 1945. január 29-én meghalt a koncentrációs táborban. A német tornaszövetség az emlékükre alapította a Flatow-érmet 1987-ben, amivel a legkiválóbb sportolókat jutalmazzák.